# Trachelus labidus
Trachelus labidus är en stekelart som först beskrevs av Fabrisius.  Trachelus labidus ingår i släktet Trachelus och familjen halmsteklar. Inga underarter finns listade i Catalogue of Life.